# Brachymeria alberti
Brachymeria alberti är en stekelart som först beskrevs av Schmitz 1946.  Brachymeria alberti ingår i släktet Brachymeria och familjen bredlårsteklar. Inga underarter finns listade.